# E-Prix di Roma
L'E-Prix di Roma è stato un evento automobilistico con cadenza annuale, destinato alle vetture a trazione interamente elettrica del campionato di Formula E.
Inserito ufficialmente in calendario nel giugno 2017, la prima edizione si è disputata il 14 aprile 2018, quale settima gara della stagione 2017-2018. È stata riproposta nei campionati del 2019, 2021, 2022 e 2023, mentre dall'edizione 2024 le gare assegnate all'Italia sono state disputate nel circuito Marco Simoncelli di Misano Adriatico (E-Prix di Misano).

## Circuito
L'evento era disputato sul Circuito cittadino dell'EUR, situato nel quartiere EUR di Roma.
Nelle prime due edizioni, il tracciato si componeva di 21 curve per un totale di 2 860 metri, tra i più lunghi della stagione di Formula E. Dopo la cancellazione forzata nel 2020 a causa della pandemia di COVID-19, nel 2021 torna in calendario con un doppio appuntamento.
Il circuito viene modificato, venendo portato a 3 385 metri e diventando il secondo più lungo della storia della categoria, una modifica dettata sia dall'aumento delle prestazioni delle monoposto, sia dalla viabilità urbana (viene così risparmiata via Cristoforo Colombo), sia dalla campagna vaccinale (il Roma Convention Center non viene più utilizzato come paddock, in quanto tra il 2021 e il 2022 era usato come punto di somministrazione di vaccino anti-COVID-19).
Il circuito passava attorno al Palazzo della Civiltà Italiana e al Palazzo dei Congressi.

## Albo d'oro
| Edizione | Edizione | Tracciato                   | Vincitore         | Secondo          | Terzo              | Pole position     | Giro veloce       |
| -------- | -------- | --------------------------- | ----------------- | ---------------- | ------------------ | ----------------- | ----------------- |
| 2018     | 2018     | Circuito cittadino dell'EUR | Sam Bird          | Lucas Di Grassi  | André Lotterer     | Felix Rosenqvist  | Daniel Abt        |
| 2019     | 2019     | Circuito cittadino dell'EUR | Mitch Evans       | André Lotterer   | Stoffel Vandoorne  | André Lotterer    | Sébastien Buemi   |
| 2021     | Gara 1   | Circuito cittadino dell'EUR | Jean-Éric Vergne  | Sam Bird         | Mitch Evans        | Stoffel Vandoorne | Mitch Evans       |
| 2021     | Gara 2   | Circuito cittadino dell'EUR | Stoffel Vandoorne | Alexander Sims   | Pascal Wehrlein    | Nick Cassidy      | Stoffel Vandoorne |
| 2022     | Gara 1   | Circuito cittadino dell'EUR | Mitch Evans       | Robin Frijns     | Stoffel Vandoorne  | Stoffel Vandoorne | Nick Cassidy      |
| 2022     | Gara 2   | Circuito cittadino dell'EUR | Mitch Evans       | Jean-Éric Vergne | Robin Frijns       | Jean-Éric Vergne  | Robin Frijns      |
| 2023     | Gara 1   | Circuito cittadino dell'EUR | Mitch Evans       | Nick Cassidy     | Maximilian Günther | Mitch Evans       | Mitch Evans       |
| 2023     | Gara 2   | Circuito cittadino dell'EUR | Jake Dennis       | Norman Nato      | Sam Bird           | Jake Dennis       | Jean-Éric Vergne  |

## Statistiche

### Plurivincitori
| Nun. | Pilota            | Edizioni                                        |
| ---- | ----------------- | ----------------------------------------------- |
| 4    | Mitch Evans       | 2019, 2022 (gara 1), 2022 (gara 2)2023 (gara 1) |
| 1    | Stoffel Vandoorne | 2021 (gara 1)                                   |
| 1    | Jean-Éric Vergne  | 2021 (gara 2)                                   |
| 1    | Sam Bird          | 2018                                            |

### Vittorie Team
| Nun. | Team                       | Edizioni                                        |
| ---- | -------------------------- | ----------------------------------------------- |
| 4    | Jaguar Racing              | 2019, 2022 (gara 1), 2022 (gara 2)2023 (gara 1) |
| 1    | Mercedes EQ Formula E Team | 2021 (gara 1)                                   |
| 1    | DS Techeetah               | 2021 (gara 2)                                   |
| 1    | DS Virgin Racing           | 2018                                            |